# Diadegma gracillimum
Diadegma gracillimum là một loài tò vò trong họ Ichneumonidae.